# あきる野市

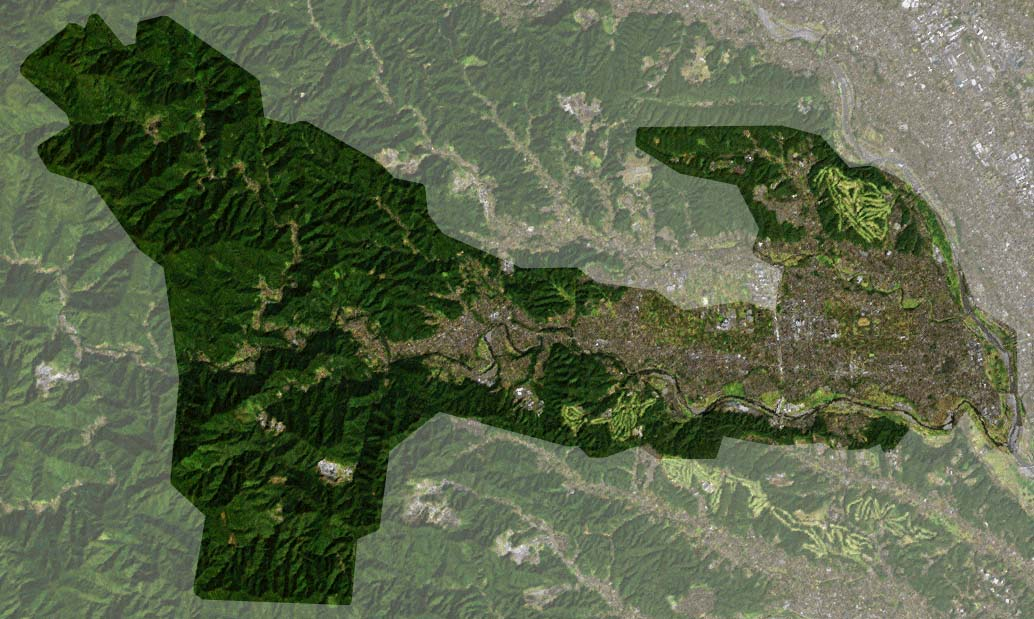
市域のランドサット衛星写真

あきる野市（あきるのし）は、東京都多摩地域西部に位置する市。
1995年（平成7年）9月1日に秋川市と五日市町が合併して発足した。

## 地理
東京都心から40 - 50 km圏にあり、東西18 km、南北12.7 kmに広がる市である。市の西部（旧五日市町付近）は関東山地の一部をなす山々がそびえ、中心部に五日市盆地が広がる。東部（旧秋川市付近）は秋川左岸の河岸段丘である秋留台地・草花丘陵がひろがる。東京都の市では最西端に位置する。
年間平均気温は約13℃。内陸性気候であり、中央高地式気候の特徴が見られる。冬は都心と比べると冷え込みが厳しく、ほぼ毎日が冬日で山間部に近い地域では積雪も多く、時には真冬日になることもある。旧秋川市付近の東部と旧五日市町付近の西部とでは気候に違いが見られ、西部のほうが東部よりも全体的に気温が低い。標高が高いことも関係し、西部では夏はそれほど暑くならない。
- 山 : 戸倉三山（臼杵山、市道山、刈寄山）、馬頭刈山、富士見台（本市の最高峰）、金比羅山
- 川  : 秋川、平井川、多摩川、養沢川、盆堀川、鯉川、氷沢川

### 隣接している自治体
- 東 - 福生市、羽村市
- 西 - 奥多摩町、檜原村
- 南 - 八王子市
- 北 - 青梅市、日の出町
奥多摩町とは約300メートルにわたって接しているが、山岳地帯にあるため、道路では接していない。なお、この境目は御岳山と大岳山を結ぶ尾根道で、境界線上にある峠は芥場峠と呼ばれ、御岳山と大岳山のハイキングコースの要所である。

## 歴史

### 年表
あきる野市発足以前
- 1925年（大正14年）4月21日 - 五日市鉄道（現在のJR五日市線）が開業。
- 1955年（昭和30年）4月1日
  - 東秋留村・西秋留村・多西村が合併し秋多（あきた）町が発足。
  - 五日市町と増戸村、戸倉村、小宮村が合併、新たな五日市町が発足。
- 1971年（昭和46年） - 秋多町が八王子市高月町切欠を編入。
- 1972年（昭和47年）5月5日 - 秋多町が市制施行・改称し、秋川市が発足（市制施行に際し、五日市町と日の出町から秋川流域4町村合併の要望があり、「単独市制施行は合併を前提とする」との協約書を締結[2][3]）。
- 1982年（昭和57年） - 国道411号が制定。
- 1989年（平成元年） - 秋川市草花の一部を福生市へ編入[4]。

あきる野市発足後
- 1995年（平成7年）9月1日 - 秋川市と五日市町が合併し、あきる野市が発足[1]（1972年の市制施行時の経過から、日の出町と檜原村にも合併参加を呼びかけたが「時期尚早」として参加しなかったため、秋川市と五日市町で合併[2]）。
- 2004年（平成16年）4月1日 - 防災行政無線が開局。
- 2005年（平成17年）3月21日 - あきる野インターチェンジが供用開始。
- 2007年（平成19年）
  - 4月15日 - 秋川渓谷瀬音の湯がオープン（総工費約25億円）。あきる野市の第三セクター「新四季創造株式会社」が運営。
  - 8月1日 - あきる野市中央図書館がオープン（秋川図書館を移転、総工費約24億円）
- 2012年（平成24年）4月1日 - 小宮小学校が閉校し、五日市小学校と統合。
- 2013年（平成25年）4月1日 - 戸倉小学校が閉校し、五日市小学校と統合。

### 市名の由来
古来より「秋留」「阿伎留」の地名があったことと、旧五日市町に「阿伎留神社」があることに起因する。市名を決める際、秋川市が主張する「秋留」と、五日市町が主張する「阿伎留」で二分し、ひらがな表記とすることで決着がついた。漢字文化圏である中国では「秋留野市」と表記されている。
合併後の新市庁舎は秋川市・五日市町の双方が旧秋川市庁舎を用いることに賛成したため、同庁舎が用いられることとなった。なお合併にあたり、五日市町では市庁舎を秋川市側に譲ることで新市名に「五日市」の名前を残すことに力を入れようとする動きがあった一方、秋川市側は「秋川市」かまったくの新市名にすることを主張。1995年3月10日に開かれた第9回合併協議会で、秋川市側は「あきる野」か「阿伎留」の案を挙げた一方、五日市町側は「秋川五日市市」案を挙げたが、最終的には五日市町側が譲歩する形で「あきる野市」に決まった。

### 行政区画の変遷
- 変遷の年表

| あきる野市市域の変遷（年表） | あきる野市市域の変遷（年表） | あきる野市市域の変遷（年表） |
| 年                           | 月日                         | 現あきる野市市域に関連する行政区域変遷 |
| ---------------------------- | ---------------------------- | --- |
| 1889年（明治22年）           | 4月1日                       | 町村制施行により、以下の村が発足。 - 旧秋川市 - 東秋留村 ← 雨間村・野辺村・小川村・二宮村・平沢村 - 西秋留村 ← 引田村・淵上村・上代継村・下代継村・油平村・牛沼村 - 草花村 ← 草花村単独で村制施行 - 菅生村 ← 菅生村単独で村制施行 - 瀬戸岡村 ← 瀬戸岡村単独で村制施行 - 原小宮村 ← 原小宮村単独で村制施行 - 旧五日市町 - 五日市町 ← 五日市町・小中野村 - 明治村 ← 館谷村・入野村・深沢村と五日市町の一部 - 三ッ里村 ← 高尾村・留原村・小和田村 - 増戸村 ← 山田村・伊奈村・網代村・横沢村・三内村 - 戸倉村 ← 戸倉村と乙津村の一部 - 小宮村 ← 乙津村・養沢村 |
| 1893年（明治26年）           | 4月1日                       | 西多摩郡は南多摩郡・北多摩郡とともに東京府へ編入。 |
| 1918年（大正7年）            | 12月1日                      | 五日市町・明治村・三ッ里村が合併し五日市町が発足。 |
| 1921年（大正10年）           | 4月1日                       | 草花村・菅生村・瀬戸岡村・原小宮村が合併し多西村が発足。 |
| 1943年（昭和18年）           | 7月1日                       | 都制施行により、東京府、東京市が合併し東京都が発足。 |
| 1955年（昭和30年）           | 4月1日                       | - 多西村・東秋留村・西秋留村とともに合併し秋多町が発足。 - 五日市町・増戸村・小宮村・戸倉村とともに合併し、五日市町が発足。 |
| 1971年（昭和46年）           | 4月1日                       | 八王子市の一部（切欠）は秋多町に編入。 |
| 1972年（昭和47年）           | 5月5日                       | 秋多町が市制施行・改称して秋川市となる。 |
| 1995年（平成7年）            | 9月1日                       | 秋川市と五日市町が合併しあきる野市が発足。 |

- 変遷表

| あきる野市市域の変遷表 | あきる野市市域の変遷表 | あきる野市市域の変遷表 | あきる野市市域の変遷表 | あきる野市市域の変遷表  | あきる野市市域の変遷表                                    | あきる野市市域の変遷表          | あきる野市市域の変遷表   | あきる野市市域の変遷表 |
| 1868年 以前            | 1868年 以前            | 明治元年 - 明治22年    | 明治22年 4月1日        | 明治22年 - 昭和19年     | 昭和20年 - 昭和64年                                       | 昭和20年 - 昭和64年             | 平成元年 - 現在          | 現在                   |
| ---------------------- | ---------------------- | ---------------------- | ---------------------- | ----------------------- | --------------------------------------------------------- | ------------------------------- | ------------------------ | ---------------------- |
|                        | 雨間村                 | 雨間村                 | 東秋留村               | 東秋留村                | 昭和30年4月1日 秋多町                                     | 昭和47年5月5日 秋川市に市制改称 | 平成7年9月1日 あきる野市 | あきる野市             |
|                        | 野辺村                 |                        | 東秋留村               | 東秋留村                | 昭和30年4月1日 秋多町                                     | 昭和47年5月5日 秋川市に市制改称 | 平成7年9月1日 あきる野市 | あきる野市             |
|                        | 小川村                 |                        | 東秋留村               | 東秋留村                | 昭和30年4月1日 秋多町                                     | 昭和47年5月5日 秋川市に市制改称 | 平成7年9月1日 あきる野市 | あきる野市             |
|                        | 二宮村                 |                        | 東秋留村               | 東秋留村                | 昭和30年4月1日 秋多町                                     | 昭和47年5月5日 秋川市に市制改称 | 平成7年9月1日 あきる野市 | あきる野市             |
|                        | 平沢村                 |                        | 東秋留村               | 東秋留村                | 昭和30年4月1日 秋多町                                     | 昭和47年5月5日 秋川市に市制改称 | 平成7年9月1日 あきる野市 | あきる野市             |
|                        | 引田村                 | 引田村                 | 西秋留村               | 西秋留村                | 昭和30年4月1日 秋多町                                     | 昭和47年5月5日 秋川市に市制改称 | 平成7年9月1日 あきる野市 | あきる野市             |
|                        | 淵上村                 |                        | 西秋留村               | 西秋留村                | 昭和30年4月1日 秋多町                                     | 昭和47年5月5日 秋川市に市制改称 | 平成7年9月1日 あきる野市 | あきる野市             |
|                        | 上代継村               |                        | 西秋留村               | 西秋留村                | 昭和30年4月1日 秋多町                                     | 昭和47年5月5日 秋川市に市制改称 | 平成7年9月1日 あきる野市 | あきる野市             |
|                        | 下代継村               |                        | 西秋留村               | 西秋留村                | 昭和30年4月1日 秋多町                                     | 昭和47年5月5日 秋川市に市制改称 | 平成7年9月1日 あきる野市 | あきる野市             |
|                        | 油平村                 |                        | 西秋留村               | 西秋留村                | 昭和30年4月1日 秋多町                                     | 昭和47年5月5日 秋川市に市制改称 | 平成7年9月1日 あきる野市 | あきる野市             |
|                        | 牛沼村                 |                        | 西秋留村               | 西秋留村                | 昭和30年4月1日 秋多町                                     | 昭和47年5月5日 秋川市に市制改称 | 平成7年9月1日 あきる野市 | あきる野市             |
|                        | 上草花村               | 明治初年頃 草花村      | 草花村                 | 大正10年4月1日 多西村   | 昭和30年4月1日 秋多町                                     | 昭和47年5月5日 秋川市に市制改称 | 平成7年9月1日 あきる野市 | あきる野市             |
|                        | 下草花村               | 明治初年頃 草花村      | 草花村                 | 大正10年4月1日 多西村   | 昭和30年4月1日 秋多町                                     | 昭和47年5月5日 秋川市に市制改称 | 平成7年9月1日 あきる野市 | あきる野市             |
|                        | 菅生村                 | 菅生村                 | 菅生村                 | 大正10年4月1日 多西村   | 昭和30年4月1日 秋多町                                     | 昭和47年5月5日 秋川市に市制改称 | 平成7年9月1日 あきる野市 | あきる野市             |
|                        | 瀬戸岡村               | 瀬戸岡村               | 瀬戸岡村               | 大正10年4月1日 多西村   | 昭和30年4月1日 秋多町                                     | 昭和47年5月5日 秋川市に市制改称 | 平成7年9月1日 あきる野市 | あきる野市             |
|                        | 原小宮村               | 原小宮村               | 原小宮村               | 大正10年4月1日 多西村   | 昭和30年4月1日 秋多町                                     | 昭和47年5月5日 秋川市に市制改称 | 平成7年9月1日 あきる野市 | あきる野市             |
|                        | 高月村の一部（切欠）   | 高月村の一部（切欠）   | 加住村 の一部（切欠）  | 加住村の一部（切欠）    | 昭和30年4月1日 八王子市に編入 昭和46年4月1日 秋多町に編入 | 昭和47年5月5日 秋川市に市制改称 | 平成7年9月1日 あきる野市 | あきる野市             |
|                        | 小中野村               | 小中野村               | 五日市町               | 大正7年12月1日 五日市町 | 昭和30年4月1日 五日市町                                   | 昭和30年4月1日 五日市町         | 平成7年9月1日 あきる野市 | あきる野市             |
|                        | 五日市村               | 明治12年 五日市町      | 五日市町               | 大正7年12月1日 五日市町 | 昭和30年4月1日 五日市町                                   | 昭和30年4月1日 五日市町         | 平成7年9月1日 あきる野市 | あきる野市             |
|                        | 五日市村               | 明治12年 五日市町      | 明治村                 | 大正7年12月1日 五日市町 | 昭和30年4月1日 五日市町                                   | 昭和30年4月1日 五日市町         | 平成7年9月1日 あきる野市 | あきる野市             |
|                        | 館谷村                 |                        |                        | 大正7年12月1日 五日市町 | 昭和30年4月1日 五日市町                                   | 昭和30年4月1日 五日市町         | 平成7年9月1日 あきる野市 | あきる野市             |
|                        | 入野村                 |                        |                        | 大正7年12月1日 五日市町 | 昭和30年4月1日 五日市町                                   | 昭和30年4月1日 五日市町         | 平成7年9月1日 あきる野市 | あきる野市             |
|                        | 深沢村                 |                        |                        | 大正7年12月1日 五日市町 | 昭和30年4月1日 五日市町                                   | 昭和30年4月1日 五日市町         | 平成7年9月1日 あきる野市 | あきる野市             |
|                        | 高尾村                 | 高尾村                 | 三ッ里村               | 大正7年12月1日 五日市町 | 昭和30年4月1日 五日市町                                   | 昭和30年4月1日 五日市町         | 平成7年9月1日 あきる野市 | あきる野市             |
|                        | 留原村                 |                        | 三ッ里村               | 大正7年12月1日 五日市町 | 昭和30年4月1日 五日市町                                   | 昭和30年4月1日 五日市町         | 平成7年9月1日 あきる野市 | あきる野市             |
|                        | 小和田村               |                        | 三ッ里村               | 大正7年12月1日 五日市町 | 昭和30年4月1日 五日市町                                   | 昭和30年4月1日 五日市町         | 平成7年9月1日 あきる野市 | あきる野市             |
|                        | 山田村                 | 山田村                 | 増戸村                 | 増戸村                  | 昭和30年4月1日 五日市町                                   | 昭和30年4月1日 五日市町         | 平成7年9月1日 あきる野市 | あきる野市             |
|                        | 伊奈村                 |                        | 増戸村                 | 増戸村                  | 昭和30年4月1日 五日市町                                   | 昭和30年4月1日 五日市町         | 平成7年9月1日 あきる野市 | あきる野市             |
|                        | 網代村                 |                        | 増戸村                 | 増戸村                  | 昭和30年4月1日 五日市町                                   | 昭和30年4月1日 五日市町         | 平成7年9月1日 あきる野市 | あきる野市             |
|                        | 横沢村                 |                        | 増戸村                 | 増戸村                  | 昭和30年4月1日 五日市町                                   | 昭和30年4月1日 五日市町         | 平成7年9月1日 あきる野市 | あきる野市             |
|                        | 三内村                 |                        | 増戸村                 | 増戸村                  | 昭和30年4月1日 五日市町                                   | 昭和30年4月1日 五日市町         | 平成7年9月1日 あきる野市 | あきる野市             |
|                        | 戸倉村                 | 戸倉村                 | 戸倉村                 | 戸倉村                  | 昭和30年4月1日 五日市町                                   | 昭和30年4月1日 五日市町         | 平成7年9月1日 あきる野市 | あきる野市             |
|                        | 乙津村                 |                        | 戸倉村                 | 戸倉村                  | 昭和30年4月1日 五日市町                                   | 昭和30年4月1日 五日市町         | 平成7年9月1日 あきる野市 | あきる野市             |
|                        | 小宮村                 | 小宮村                 |                        |                         | 昭和30年4月1日 五日市町                                   | 昭和30年4月1日 五日市町         | 平成7年9月1日 あきる野市 | あきる野市             |
|                        | 小宮村                 | 小宮村                 | 養沢村                 |                         | 昭和30年4月1日 五日市町                                   | 昭和30年4月1日 五日市町         | 平成7年9月1日 あきる野市 | あきる野市             |

## 人口
| |                                            |  |
| あきる野市と全国の年齢別人口分布（2005年） | あきる野市の年齢・男女別人口分布（2005年） |  |
| ■紫色 ― あきる野市 ■緑色 ― 日本全国 | ■青色 ― 男性 ■赤色 ― 女性                  |  |
| あきる野市（に相当する地域）の人口の推移 \| 1970年（昭和45年） \| 45,187人 \| \| \| 1975年（昭和50年） \| 56,970人 \| \| \| 1980年（昭和55年） \| 62,810人 \| \| \| 1985年（昭和60年） \| 66,529人 \| \| \| 1990年（平成2年） \| 71,940人 \| \| \| 1995年（平成7年） \| 75,355人 \| \| \| 2000年（平成12年） \| 78,351人 \| \| \| 2005年（平成17年） \| 79,587人 \| \| \| 2010年（平成22年） \| 80,868人 \| \| \| 2015年（平成27年） \| 80,954人 \| \| \| 2020年（令和2年） \| 79,292人 \| \| |                                            |  |
| 総務省統計局 国勢調査より |                                            |  |
| 1970年（昭和45年） | 45,187人                                   |  |
| 1975年（昭和50年） | 56,970人                                   |  |
| 1980年（昭和55年） | 62,810人                                   |  |
| 1985年（昭和60年） | 66,529人                                   |  |
| 1990年（平成2年） | 71,940人                                   |  |
| 1995年（平成7年） | 75,355人                                   |  |
| 2000年（平成12年） | 78,351人                                   |  |
| 2005年（平成17年） | 79,587人                                   |  |
| 2010年（平成22年） | 80,868人                                   |  |
| 2015年（平成27年） | 80,954人                                   |  |
| 2020年（令和2年） | 79,292人                                   |  |

### 昼夜間人口
2005年時点で、夜間人口（居住者）は79,581人である。市外からの通勤者と通学生および居住者のうちの市内に昼間残留する人口の合計である昼間人口は67,814人で、昼は夜の0.852倍の人口であり、夜間に比べて昼の人口は1万2千人弱ほど減る。
通勤者・通学者で見ると、市内から市外へ出る通勤者21,596人、市外から市内へ入る通勤者は11,127人で、通勤者では市外へ出る通勤者のほうが多く、学生でも市内から市外に出る通学生は3,456人、市外から市内へ入る通学生は2,158人と、学生でも昼は市外へ流出する人数のほうが多い。なお、国勢調査では年齢不詳のものが東京都だけで16万人おり、この項の昼夜間人口に関しては年齢不詳の人物は数字に入っていないため、数字の間に若干の誤差は生じる。

## 地域
あきる野市では住居表示に関する法律に基づく住居表示は実施されていないが、土地区画整理事業施行区域等においては、町名と地番を整理する方法（町名地番整理）により住所整理が実施されている。

### あきる野市役所管内
| 町名         | 町区域設定年月日 | 住居表示実施年月日 | 住居表示実施前の町名等 | 備考 |
| ------------ | ---------------- | ------------------ | ---------------------- | ---- |
| 雨間         | 1995年9月1日     | 未実施             |                        |      |
| 秋留一丁目   | 2002年11月1日    | 未実施             |                        |      |
| 秋留二丁目   | 2002年11月1日    | 未実施             |                        |      |
| 秋留三丁目   | 2002年11月1日    | 未実施             |                        |      |
| 秋留四丁目   | 2002年11月1日    | 未実施             |                        |      |
| 秋留五丁目   | 2002年11月1日    | 未実施             |                        |      |
| 野辺         | 1995年9月1日     | 未実施             |                        |      |
| 小川         | 1995年9月1日     | 未実施             |                        |      |
| 小川東一丁目 | 1995年9月1日     | 未実施             |                        |      |
| 小川東二丁目 | 1995年9月1日     | 未実施             |                        |      |
| 小川東三丁目 | 1995年9月1日     | 未実施             |                        |      |
| 二宮         | 1995年9月1日     | 未実施             |                        |      |
| 二宮東一丁目 | 1995年9月1日     | 未実施             |                        |      |
| 二宮東二丁目 | 1995年9月1日     | 未実施             |                        |      |
| 二宮東三丁目 | 1995年9月1日     | 未実施             |                        |      |
| 平沢         | 1995年9月1日     | 未実施             |                        |      |
| 平沢東一丁目 | 1995年9月1日     | 未実施             |                        |      |
| 平沢西一丁目 | 2008年3月20日    | 未実施             |                        |      |
| 切欠         | 1995年9月1日     | 未実施             |                        |      |
| 草花         | 1995年9月1日     | 未実施             |                        |      |
| 菅生         | 1995年9月1日     | 未実施             |                        |      |
| 瀬戸岡       | 1995年9月1日     | 未実施             |                        |      |
| 原小宮       | 1995年9月1日     | 未実施             |                        |      |
| 原小宮一丁目 | 2008年3月20日    | 未実施             |                        |      |
| 原小宮二丁目 | 2008年3月20日    | 未実施             |                        |      |
| 引田         | 1995年9月1日     | 未実施             |                        |      |
| 渕上         | 1995年9月1日     | 未実施             |                        |      |
| 上代継       | 1995年9月1日     | 未実施             |                        |      |
| 下代継       | 1995年9月1日     | 未実施             |                        |      |
| 牛沼         | 1995年9月1日     | 未実施             |                        |      |
| 油平         | 1995年9月1日     | 未実施             |                        |      |
| 秋川一丁目   | 1995年9月1日     | 未実施             |                        |      |
| 秋川二丁目   | 1995年9月1日     | 未実施             |                        |      |
| 秋川三丁目   | 1995年9月1日     | 未実施             |                        |      |
| 秋川四丁目   | 1995年9月1日     | 未実施             |                        |      |
| 秋川五丁目   | 1995年9月1日     | 未実施             |                        |      |
| 秋川六丁目   | 1995年9月1日     | 未実施             |                        |      |
| 山田         | 1995年9月1日     | 未実施             |                        |      |
| 上ノ台       | 1995年9月1日     | 未実施             |                        |      |
| 網代         | 1995年9月1日     | 未実施             |                        |      |
| 伊奈         | 1995年9月1日     | 未実施             |                        |      |
| 横沢         | 1995年9月1日     | 未実施             |                        |      |
| 三内         | 1995年9月1日     | 未実施             |                        |      |
| 五日市       | 1995年9月1日     | 未実施             |                        |      |
| 小中野       | 1995年9月1日     | 未実施             |                        |      |
| 小和田       | 1995年9月1日     | 未実施             |                        |      |
| 留原         | 1995年9月1日     | 未実施             |                        |      |
| 高尾         | 1995年9月1日     | 未実施             |                        |      |
| 舘谷         | 1995年9月1日     | 未実施             |                        |      |
| 入野         | 1995年9月1日     | 未実施             |                        |      |
| 深沢         | 1995年9月1日     | 未実施             |                        |      |
| 戸倉         | 1995年9月1日     | 未実施             |                        |      |
| 乙津         | 1995年9月1日     | 未実施             |                        |      |
| 養沢         | 1995年9月1日     | 未実施             |                        |      |
| 小峰台       | 1995年9月1日     | 未実施             |                        |      |
| 舘谷台       | 2000年3月xx日    | 未実施             |                        |      |

1. 1 2 3 4 5  あきる野市雨間土地区画整理事業換地処分公告があった日（2002年10月31日）の翌日。
2. 1 2 3 4 5 6 7 8 9 10 11 12 13 14 15 16 17 18 19 20 21  町名地番整理実施区域
3. 1 2 3 4 5 6 7  旧・秋川市における町区域の設定の効力発生日は1987年10月1日（玉見ヶ崎土地区画整理事業換地処分公告があった日（1987年9月30日）の翌日）。
4. 1 2 3  あきる野市原小宮土地区画整理事業換地処分公告があった日（2008年3月19日）の翌日。
5. 1 2 3 4 5 6  旧・秋川市における町区域の設定の効力発生日は1995年3月xx日（西秋留駅北口土地区画整理事業換地処分公告があった日（1995年3月xx日）の翌日）。
6. ↑  武蔵五日市駅土地区画整理事業換地処分公告があった日（2000年3月xx日）の翌日。

## 行政

### 市長
- 市長：中嶋博幸（1期目）

歴代市長
| 代   | 氏名     | 就任           | 退任           | 備考                 |
| ---- | -------- | -------------- | -------------- | -------------------- |
| 初代 | 田中雅夫 | 1995年10月15日 | 2007年10月14日 | 旧五日市町長         |
| 2代  | 臼井孝   | 2007年10月15日 | 2015年10月14日 | 旧秋川市長           |
| 3代  | 澤井敏和 | 2015年10月15日 | 2019年10月14日 |                      |
| 4代  | 村木英幸 | 2019年10月15日 | 2022年7月29日  | 不信任決議により失職 |
| 5代  | 中嶋博幸 | 2022年9月4日   | 現職           |                      |

- 市職員数 : 470人（2013年1月1日）[13]
- 当初予算規模（2011年度） : 296.431億円（一般会計）、174.021億円（特別会計）[13]
- 財政力を示す財政力指数は0.81（2009年度）。平成14年度以降は微増傾向にあったが、平成21年度は前年度比で0.02ポイント減少し、類似団体と比較して0.03ポイント下回っている。主な要因としては、景気の悪化による法人市民税の減少や、大手企業の撤退等による固定資産税（償却資産）の減少などが挙げられる。
- 給与水準を示すラスパイレス指数は98.7（2009年度）。全国市、類似団体平均ともに下回り、東京都26市中においても最下位（26位）にある。

### 行政機構
- 議会事務局
- 企画政策部
  - 企画政策課
  - 市長公室
  - 財政課
- 総務部
  - 総務課
  - 情報システム課
  - 職員課
  - 契約管財課
  - 地域防災課
- 市民部
  - 市民課
  - 五日市出張所
  - 保険年金課
  - 課税課
  - 徴税課
- 環境経済部
  - 環境政策課
  - 生活環境課
  - 農林課
  - 観光商工課
  - 観光まちづくり活動課

- 健康福祉部
  - 生活福祉課
  - 障がい者支援課
  - 高齢者支援課
  - 健康課
- 子ども家庭部
  - 子ども政策課
  - 子育て支援課
  - 保育課
- 都市整備部
  - 都市計画課
  - 区画整理推進室
  - 管理課
  - 建設課
  - 施設営繕課
- 会計管理者
  - 会計課
- 教育部
  - 教育総務課
  - 指導室
  - 学校給食課
  - 生涯学習スポーツ課
  - 図書館

- 選挙管理委員会事務局
- 監査委員事務局
- 農業委員会事務局（農林課担当）

### 市役所ならびに出張所
- 市役所
  - 所在地 - あきる野市二宮350番地
  - アクセス方法 - 秋川駅より徒歩10-15分程度。秋川駅より「るのバス」又は西東京バス市役所経由福生駅方面行き又は福生駅より市役所経由秋川駅・武蔵五日市駅行きで、あきる野市役所秋川庁舎（るのバスは「あきる野市役所」）下車。※バスにより料金やバス停（るのバスは市役所正面玄関、路線バスは五日市街道沿い）が違う。
- 五日市出張所（旧五日市町役場）
  - 所在地 - あきる野市五日市411番地
  - アクセス方法 - 武蔵五日市駅より徒歩10-15分程度。福生駅や八王子・秋川駅方面から来るバス又は武蔵五日市駅始発など西東京バスで五日市下車徒歩約5分程度。「るのバス」で五日市出張所下車。※バスにより料金やバス停（るのバスは出張所前、路線バスは五日市街道沿い）が違う。
- 増戸連絡所（五日市ファインプラザ内）
  - 所在地 - あきる野市伊奈859番地3
  - アクセス方法 - 武蔵増戸駅より市民体育館方面へ歩く。

### 指定金融機関
- りそな銀行（あきる野支店）が、税金の収納などの業務を行っている。
- 市役所（本庁舎）内にはりそな銀行・多摩信用金庫のATMがある。

※ 市役所本庁舎にはJAあきがわのATMも設置されていたが2024年2月限りで終了している。
※ 市内にある金融機関は、りそな銀行・西武信用金庫・青梅信用金庫・多摩信用金庫・JAあきがわである。

### 広域行政
- 東京都三市収益事業組合 - 多摩、稲城、あきる野の3市で江戸川競艇を開催している。

## 議会

### 東京都議会
2021年東京都議会議員選挙
- 選挙区：西多摩選挙区（福生市、羽村市、あきる野市、瑞穂町、日の出町、檜原村、奥多摩町）
- 定数：2人
- 任期：2021年7月23日 - 2025年7月22日
- 投票日：2021年7月4日
- 当日有権者数：205,078人
- 投票率：35.79％

| 候補者名 | 当落 | 年齢 | 党派名             | 新旧別 | 得票数   |
| -------- | ---- | ---- | ------------------ | ------ | -------- |
| 清水康子 | 当   | 54   | 都民ファーストの会 | 現     | 27,748票 |
| 田村利光 | 当   | 54   | 自由民主党         | 現     | 26,507票 |
| 宮崎太朗 | 落   | 41   | 立憲民主党         | 新     | 15,077票 |
| 高沢一成 | 落   | 47   | 無所属             | 新     | 2,126票  |
| 角田統領 | 落   | 72   | 諸派               | 新     | 555票    |

2017年東京都議会議員選挙
- 選挙区：西多摩選挙区
- 定数：2人
- 投票日：2017年7月2日
- 当日有権者数：209,019人
- 投票率：47.21％

| 候補者名 | 当落 | 年齢 | 党派名             | 新旧別 | 得票数   |
| -------- | ---- | ---- | ------------------ | ------ | -------- |
| 清水康子 | 当   | 50   | 都民ファーストの会 | 新     | 33,526票 |
| 田村利光 | 当   | 50   | 自由民主党         | 新     | 27,771票 |
| 島田幸成 | 落   | 49   | 無所属             | 現     | 23,468票 |
| 西村雅人 | 落   | 50   | 日本共産党         | 新     | 12,469票 |

### 衆議院
- 選挙区：東京25区（青梅市・昭島市・福生市・あきる野市・羽村市・西多摩郡）
- 任期：2021年10月31日 - 2025年10月30日
- 投票日：2021年10月31日
- 当日有権者数：413,266人
- 投票率：54.90％

| 当落 | 候補者名 | 年齢 | 所属党派   | 新旧別 | 得票数    | 重複 |
| ---- | -------- | ---- | ---------- | ------ | --------- | ---- |
| 当   | 井上信治 | 52   | 自由民主党 | 前     | 131,430票 | ○    |
|      | 島田幸成 | 53   | 立憲民主党 | 新     | 89,991票  | ○    |

## 都の行政機関
- 東京都西多摩保健所（本：青梅市東青梅）
  - 秋川地域センター（あきる野市役所五日市出張所内）
- 東京都西多摩建設事務所（本：青梅市東青梅）
  - あきる野工区
- 東京都森林事務所（本：青梅市河辺町）
  - 秋川林務出張所
- 東京都水道局あきる野サービスステーション（秋川）
- 警視庁福生警察署（本：福生市加美平）（旧秋川市域を管轄）
  - 秋川駅前交番
  - 草花駐在所, 菅生駐在所, 渕上駐在所, 油平駐在所, 野辺駐在所, 小川駐在所, 二宮駐在所
- 警視庁五日市警察署（旧五日市町域を管轄）
  - 五日市駅前交番
  - 留原駐在所, 伊奈駐在所, 山田駐在所, 戸倉駐在所, 小宮駐在所
- 東京消防庁秋川消防署（伊奈）
  - 秋留台消防出張所（秋川）

## 姉妹都市・提携都市
国内
- 栗原市（宮城県）
  - 1985年（昭和60年）2月11日、旧五日市町が旧志波姫町と友好姉妹都市盟約。
- 大島町（東京都）
  - 1985年（昭和60年）4月14日、旧五日市町が友好姉妹都市盟約。
- 両自治体とも1996年（平成8年）1月28日にあきる野市として友好姉妹都市盟約を継承した。

海外
- マールボロ市（アメリカ合衆国 マサチューセッツ州）
  - 1998年（平成10年）11月3日、姉妹都市提携

## 学校教育

### 小学校
- 市立
  - 東秋留小学校
  - 屋城小学校
  - 前田小学校
  - 南秋留小学校
  - 西秋留小学校
  - 一の谷小学校
  - 多西小学校
  - 草花小学校
  - 増戸小学校
  - 五日市小学校

- 私立
  - 菅生学園初等学校

### 中学校
- 市立
  - 秋多中学校
  - 東中学校
  - 西中学校
  - 御堂中学校
  - 増戸中学校
  - 五日市中学校
- 私立
  - 東海大学菅生高校中等部（旧・東海大学菅生中学校）

### 高等学校
- 都立
  - 秋留台高校 - 1977年（昭和52年）開校。2003年（平成15年）からエンカレッジスクールとなる。文化祭は「オリオン祭」と称する。
  - 五日市高校 - 1948年（昭和23年）開校。通称「五高」。普通科と商業科からなる。定時制も併設。
- 私立
  - 東海大学菅生高校

### その他
- 東京都立あきる野学園 - 特別支援学校

## 社会教育

### 公民館・ホール
- 中央公民館
- 秋川キララホール（市民文化ホール）
- あきる野ルピア（産業文化複合施設）
- 五日市会館
- 五日市地域交流センター（まほろばホール）

### 図書館
市立図書館についての詳細は、あきる野市図書館ホームページを参照。
- 中央図書館（秋川）
- 中央図書館増戸分室（伊奈）
- 東部図書館エル（野辺）
- 五日市図書館（五日市）
  - 五日市図書館戸倉分室（戸倉）2009年3月31日閉室
  - 五日市図書館小宮分室（乙津）2009年3月31日閉室

- 少女まんが館（網代）- 私立図書館

### 資料館
- 二宮考古館
- 五日市郷土館

### 生涯学習施設
- あきる野生涯学習センター（あきる野ルピア内）
- アートスタジオ五日市

### コミュニティ会館
- 小宮会館
- 戸倉会館
- 北伊奈会館
- 代継会館

### 地区会館（学習等供用施設）
- 二宮地区会館
- 千代里会館
- 御堂会館
- 鳥居場会館
- 玉見会館
- 野辺地区会館
- 草花台会館
- 楓ヶ原会館
- 増戸会館

### 体育施設
- 秋川体育館
- 五日市ファインプラザ
- 市民プール
- 総合グラウンド
- 山田グラウンド
- 小和田グラウンド
- いきいきセンター
- 秋川グリーンスポーツ公園
- あきる野市民球場
- 油平クラブハウス
- 小峰運動公園
- 戸倉運動場
- 東京都立秋留台公園陸上競技場

### 主な公園
- 草花公園
- 秋留台公園
- 網代緑地
- 高尾公園

## 医療機関
- 公立阿伎留医療センター
- 秋川病院
- あきる台病院
- 櫻井病院
- 草花クリニック

## 郵便
- あきる野郵便局
- あきる野小川郵便局
- 秋川野辺郵便局
- 多西郵便局
- 西秋留郵便局
- 東秋留郵便局
- 増戸郵便局
- 武蔵五日市駅前郵便局
- 五日市仲町郵便局
- 乙津郵便局

## 交通

### 鉄道
東日本旅客鉄道（JR東日本）
 五日市線
- - 東秋留駅 - 秋川駅 - 武蔵引田駅 - 武蔵増戸駅 - 武蔵五日市駅

秋川駅は、市内の駅で最も乗降客数が多い。

### バス
- 西東京バス
  - 五日市営業所
    - あきる野市コミュニティバス「るのバス」の運行も受託している。

  - 楢原営業所 （主にサマーランド - 八王子方面のバス）
  - 青梅営業所

### 道路
高速道路
- C4首都圏中央連絡自動車道（圏央道）
  - あきる野IC

一般国道
- 国道411号（滝山街道）

都道
主要地方道
- 東京都道7号杉並あきる野線（五日市街道）
- 東京都道7号杉並あきる野線（睦橋通り）
- 東京都道29号立川青梅線
- 東京都道31号青梅あきる野線（秋川街道）
- 東京都道32号八王子五日市線（秋川街道）
- 東京都道33号上野原あきる野線（檜原街道）
- 東京都道46号八王子あきる野線（滝山街道）
- 東京都道61号山田宮の前線

一般都道
- 東京都道163号羽村瑞穂線
- 東京都道165号伊奈福生線
- 東京都道166号瑞穂あきる野八王子線
- 東京都道168号東秋留停車場線
- 東京都道169号淵上日野線（新滝山街道）
- 東京都道176号楢原あきる野線
- 東京都道184号奥多摩あきる野線
- 東京都道185号山田平井線
- 東京都道201号十里木御嶽停車場線
- 東京都道250号あきる野羽村線

## 地域メディア
- ケーブルテレビ
  - ジェイコム八王子

一部地域エリアのみ。受信エリアが限られるため集合住宅などに多い傾向にある。
- 地方新聞
  - 『西多摩新聞』 - 発行元である西多摩新聞社の本社は福生市にある。
  - 『Weekly News 西の風』 - 発行元である西の風新聞社の本社は市内の旧五日市町にある。
  - 『秋川新聞』（廃刊） - 発行元である新五日市社は旧五日市町に拠点を置いており、秋川流域4市町村（現在の市域および檜原村・日の出町）で発行されていたが、1989年に発行人の息子である宮﨑勤が東京・埼玉連続幼女誘拐殺人事件の犯人として逮捕された影響で廃刊となった。

## 名所・旧跡・観光スポット・祭事・催事

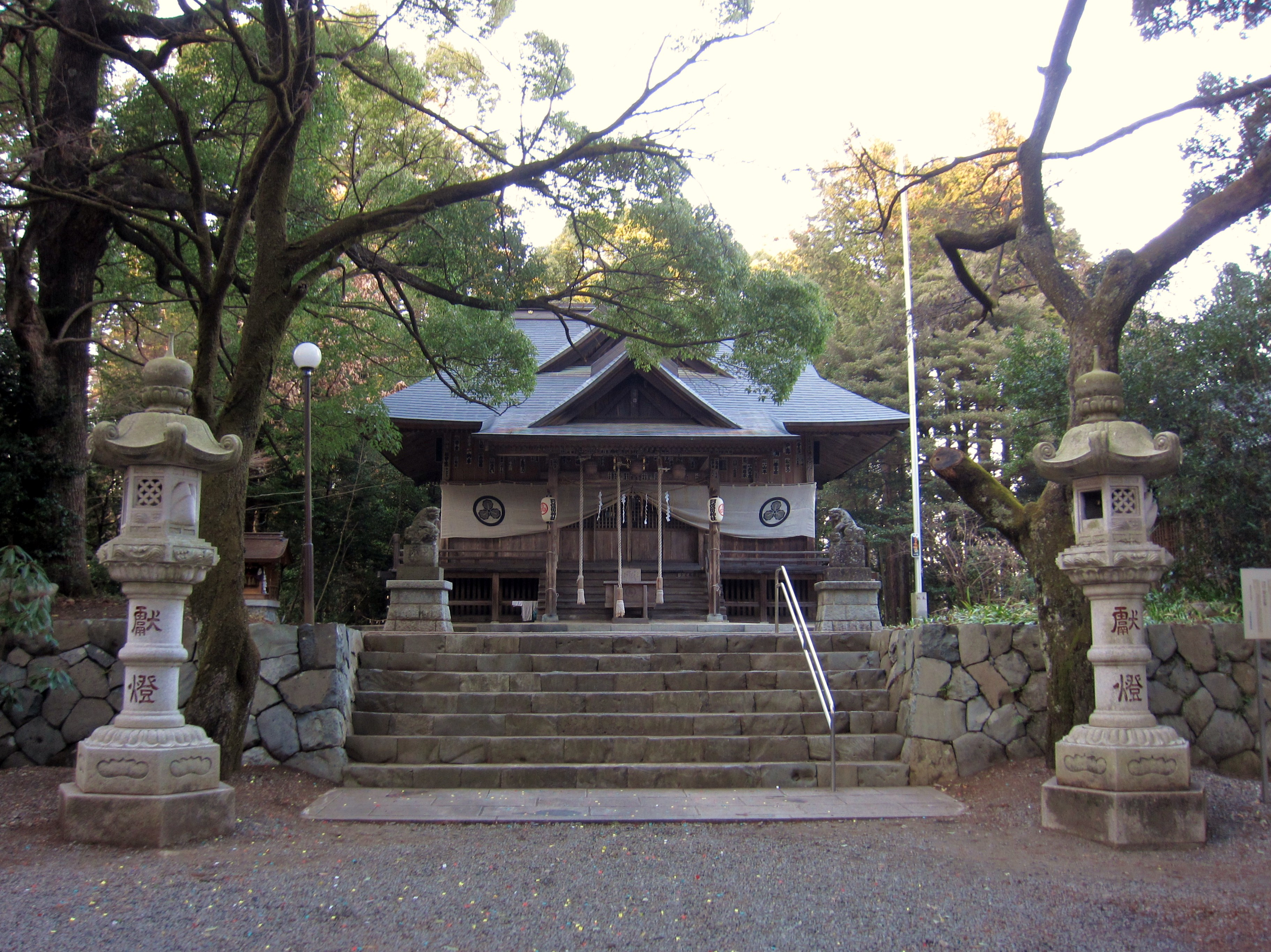
阿伎留神社

### 名所・旧跡
- 秋川渓谷
- 石舟橋
- 三ツ合鍾乳洞
- 大岳鍾乳洞
- 養沢鍾乳洞
- 瀬戸岡古墳
- 大塚古墳
- 前田耕地跡

### 寺社・墓苑

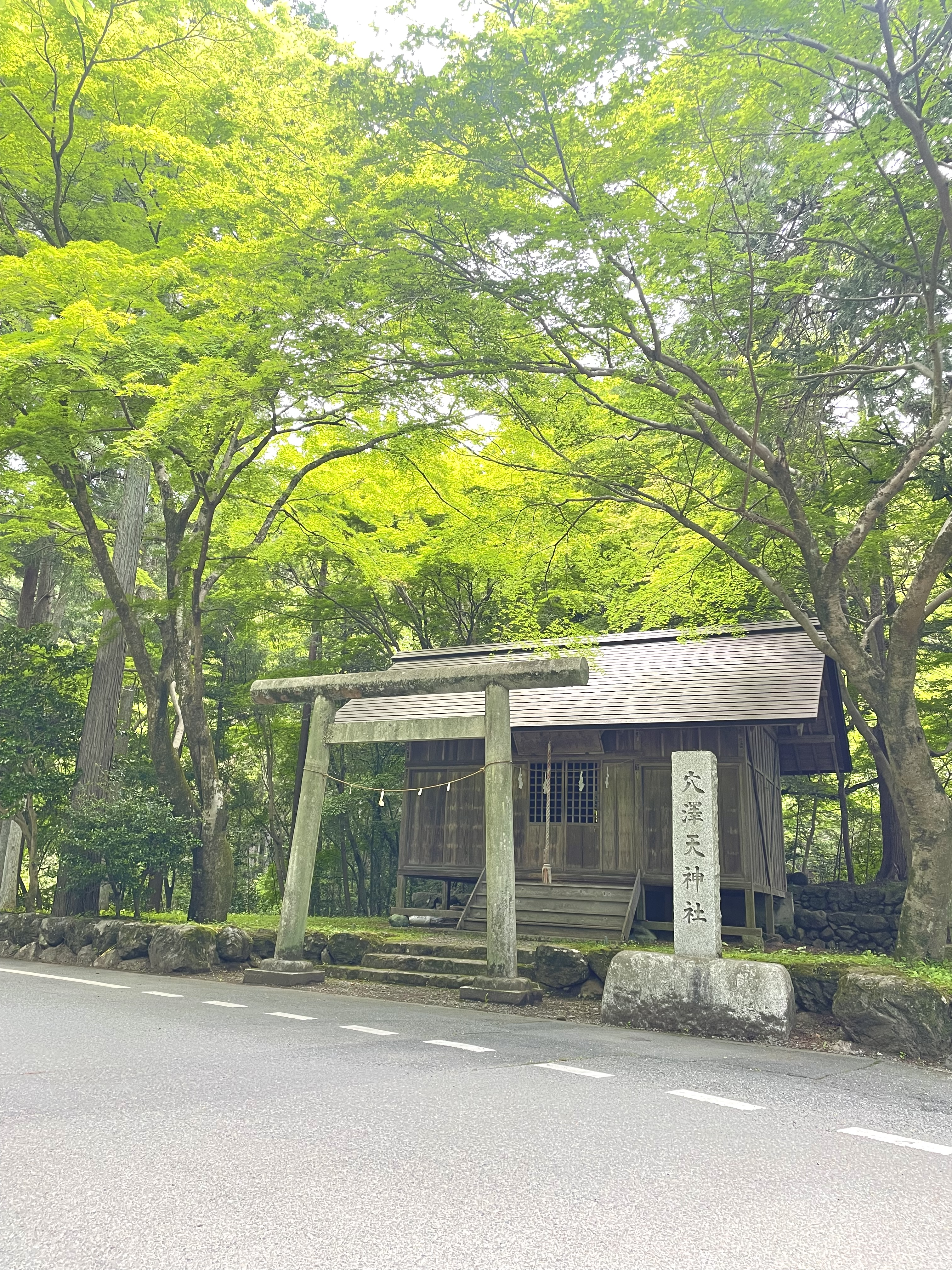
穴澤天神社

- 二宮神社
- 雨武主神社
- 阿伎留神社
- 大悲願寺
- 真照寺
- 広徳寺
- 観音堂
- 山田天神社
- 養澤神社
- 穴澤天神社
- 保泉院
- 花蔵院
- 稲足神社
- 天満宮
- 能満禅寺
- 成就院
- 龍珠院
- 日天神社
- 真光院
- 普光禅寺
- 正一位岩走神社
- 西多摩霊園 - 山田耕筰の石碑がある
- あきる野本願寺 - 築地本願寺の分院
- 秋川霊園（日の出町）

### 祭・イベント
- あきる野映画祭 - （1984年（昭和59年） - ）毎年7月の最終週の4・5日間開催。いろいろなジャンルの映画20作品程度を上映。
- あきる野夏まつり - 毎年8月第1土曜開催。中心会場は秋川駅前大通りと秋留野広場。
- ヨルイチ - 毎年8月最終土曜日開催。会場は武蔵五日市駅から小中野までの檜原街道沿い。
- しょうが祭り - 毎年9月9日開催。露店で販売されている生姜を食べると一年間健康に過ごせるとされる。
- 正一位岩走神社例大祭 ‐ 毎年9月敬老の日の前の土日開催。大規模にもかかわらずあまり知られていない。神輿12基、獅子頭2つ、太鼓車、神社神輿、山車2(3)台、囃子車4(3)台。
- 阿伎留神社例大祭 - 毎年9月28日～9月30日開催。珍しい六角型神輿が檜原街道や氏子を回る。

### 名物・特産品
- のらぼう菜
- とうもろこし（秋川とうもろこし）
- 秋川牛 - ブランド和牛。
- 醤油（近藤醸造）
- だんべえ汁 - 五日市弁の「…だんべえ（…でしょうの意味）」を冠したご当地グルメ。元々だんご汁として食べられていたものを地元の食材に特化したものとして販売。「日本山岳耐久レース」をはじめ、さまざまなイベントで提供される。
- あきる野多摩産材の工芸品
- おやき - 信州名物のおやきと中身は異なる。

## 経済

### 商業施設
※JR五日市線の駅（前述）周辺の施設も参照。
- あきる野ショッピングシティ
  - あきる野ルピア
  - あきる野とうきゅう
- いなげや - あきる野北伊奈店、あきる野雨間店、あきる野新草花店、ina21五日市店
- マルフジ舘谷店
- ジェーソン野辺店
- コメリ - あきる野伊奈店、あきる野二宮店
- ケーヨーデイツーあきる野店
- 富士薬品ドラッグストアグループ（セイムス・バイゴー）- 市内に数店舗
- サンドラッグ - 市内に3店舗
- イエローハット秋川店

### レジャー施設
- 東京サマーランド
  - かつてはサマーランドの隣に「東京セサミプレイス」があったが、2006年（平成18年）12月31日をもって閉鎖された。
  - 2004年（平成16年）7月28日 - 2007年（平成19年）11月25日まで「東京ムツゴロウ動物王国」があった。
- 五日市青少年旅行村
- 秋川渓谷瀬音の湯
- 立川国際ゴルフカントリー倶楽部（旧秋川市）
- 東京五日市カントリー倶楽部（旧五日市町）
- 養沢キャンプ場
- 網代温泉

### 市内に本社・事業所を置く企業
- 株式会社東京サマーランド - 上代継白岩600番地
- 秋川農業協同組合 - 秋川3-1-1
- 近藤醸造株式会社 - キッコーゴ醤油[14]
- 野崎酒造 - 地酒「喜正」
- 中村酒造 - 地酒「千代鶴」
- パーク商事株式会社 - 上代継68-1[15]。パチンコ店を経営
- 株式会社インスパイアード - 山田917-9。アニメーション制作会社
- 株式会社マサダ製作所 - 二宮東2-1-1。油圧ジャッキ製造
- 細谷火工株式会社 - 下代継181。火工品製造・処分業[16]
- ジェーシーシーエンジニアリング株式会社 - 二宮東3-3-3。コンデンサ製造
- 成友興業株式会社 - 草花1141-1。建設業・道路工事
- 株式会社ネオテック - 草花1441-4（本社）、雨間735-5（営業所）。ビル空調設備工事
- 株式会社テクノアップ・ライズ - 秋川6-17-13。建設・解体業
- 横河電機小峰事業所 - 小峰台2
- 西東京バス五日市営業所 - 舘谷台24

## 著名な出身者

### 文化
- 坂本龍之輔 - 教育家
- 田中丘隅（休愚） - 民政家
- 古矢徹 - 編集者
- 阪本牙城 - 漫画家

### 芸能
- 優香 - タレント
- 荻島真一 - 俳優
- 有吉ひとみ - 女優
- 夏純子 - 女優
- 三遊亭歌笑 - 落語家（3代目・4代目）
- 堀啓知 - 北海道放送 (HBC) アナウンサー
- 三田りょう - 演歌歌手
- 長塚健斗 - ヴォーカリスト（WONK）
- 都倉悠太 - NHKアナウンサー
- 小林私 - シンガーソングライター

### スポーツ
- 森井大輝 - トリノパラリンピック大回転銀メダリスト
- 網野友雄 - バスケットボール元日本代表
- 玉ノ川脇太郎 - 元大相撲力士（最高位：前頭）
- 木村沙織 - 元プロバレーボール選手、ロンドンオリンピック銅メダリスト
- 吉岡可奈 - ヴィクトリーナ姫路

### その他
- 宮﨑勤 - 東京・埼玉連続幼女誘拐殺人事件の犯人

## スポーツチーム
- 西多摩倶楽部 - 社会人野球のクラブチーム。プロ野球選手も輩出している。